# Kersten Thiele
Kersten Thiele (* 29. September 1992 in Göttingen) ist ein ehemaliger deutscher Radrennfahrer, der auf Bahn und Straße aktiv war.

## Sportliche Laufbahn
2008 wurde Kersten Thiele gemeinsam mit Benjamin Essert Dritter der deutschen Jugendmeisterschaft im Zweier-Mannschaftsfahren. Im Jahr darauf startete er bei den Junioren, wurde abermals Dritter der deutschen Meisterschaft im Zweier-Mannschaftsfahren (mit Achim Burkart) und Vize-Meister in der Mannschaftsverfolgung (mit Fabian Ederle, Sören Seip und Achim Burkart). Bei den UCI-Junioren-Weltmeisterschaften 2009 in Moskau wurde der deutsche Bahn-Vierer mit Thiele, Nikias Arndt, Christopher Muche und Lucas Liß Dritter. Bei den UCI-Bahn-Weltmeisterschaften der Junioren 2010 in Montichiari errang der deutsche Bahn-Vierer mit Thiele, Maximilian Beyer, Christopher Muche und Lucas Liß ebenfalls die Bronzemedaille.
2011 wurde Thiele deutscher Vize-Meister (U23) im Einzelzeitfahren auf der Straße sowie deutscher Vize-Meister in der Mannschaftsverfolgung der Elite (mit Jakob Steigmiller, Ralf Matzka und Johannes Kahra). 2012 belegte er bei der Tour de Berlin Platz zehn und Platz zwei bei Rund um den Sachsenring. Bei den deutschen Bahn-Meisterschaften in Frankfurt (Oder) errang er in der Mannschaftsverfolgung den Meistertitel, mit Michel Koch, Henning Bommel und Yuriy Vasyliv, zwei Jahre später gelang ihm dieser Erfolg mit Theo Reinhardt, Henning Bommel und Nils Schomber erneut. Bei den UEC-Bahn-Europameisterschaften 2014 errang er Silber in der Mannschafts- und Bronze in der Einerverfolgung.
2015 gewann Thiele als Ausreißer eine Etappe der Dookoła Mazowsza, was sein erster Sieg in einem UCI-Rennen war. Für einen Tag trug er das Gelbe Trikot des Führenden in der Gesamtwertung und beendete das Rennen letztlich auf dem zweiten Platz. Auf der Bahn gewann er im November desselben Jahres gemeinsam mit Leon Rohde das Zweier-Mannschaftsfahren beim Lauf des Bahnrad-Weltcups in Cali.
2016 wurde Kersten Thiele für die Teilnahme an den Olympischen Spielen in Rio de Janeiro nominiert, wo er gemeinsam mit Nils Schomber, Henning Bommel, Domenic Weinstein und Theo Reinhardt Rang fünf in der Mannschaftsverfolgung belegte. 2018 startete Thiele mit dem deutschen Bahn-Vierer (Nils Schomber, Felix Groß und Theo Reinhardt) bei den Bahn-Weltmeisterschaften in Apeldoorn. Das Quartett unterlag im Kampf um Bronze der italienischen Mannschaft, stellte aber mit 3:56,594 Minuten einen neuen deutschen Rekord auf.

## Erfolge

### Bahn

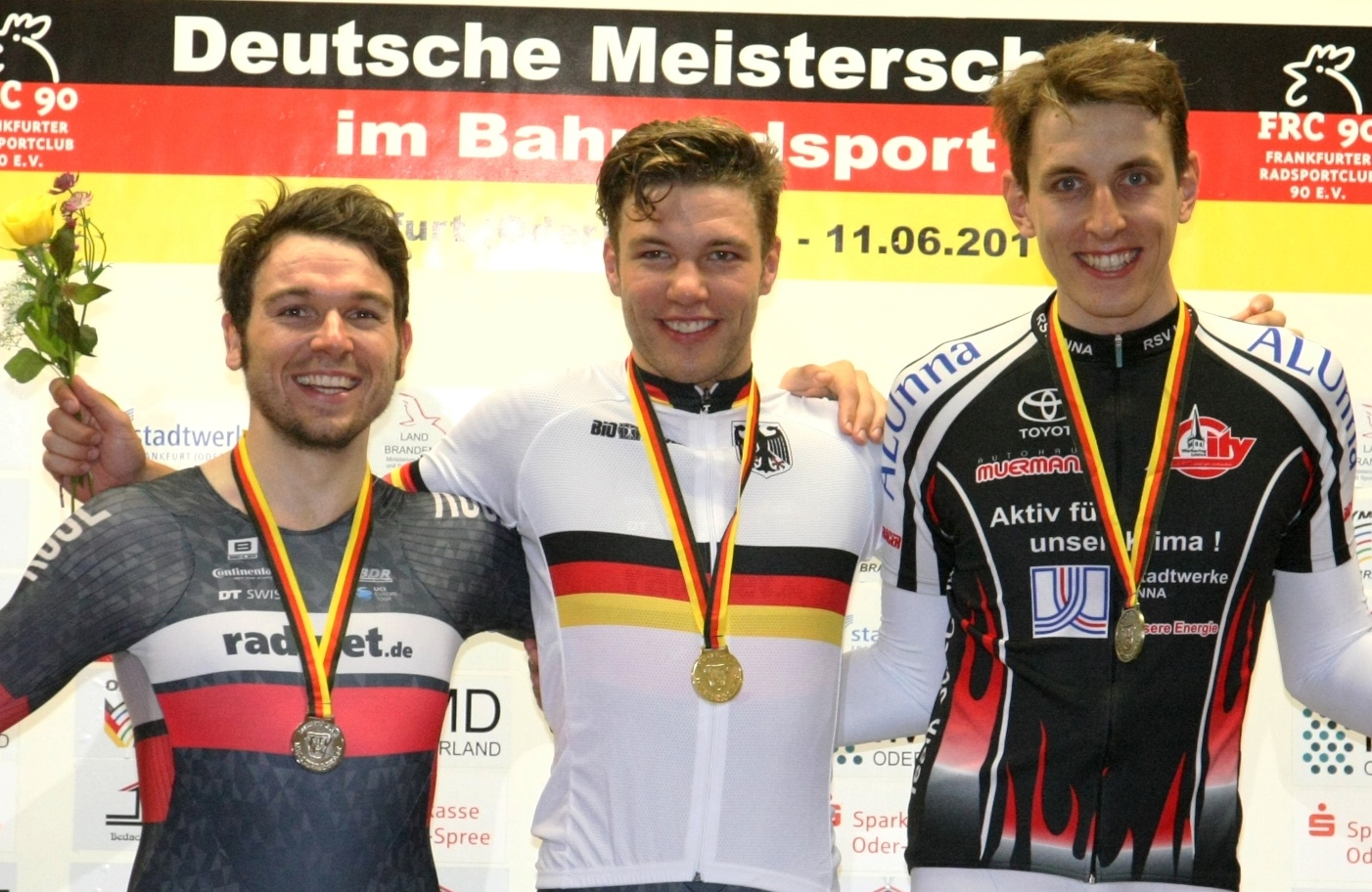
Deutscher Vizemeister in der Einerverfolgung 2017 (l.), mit Domenic Weinstein (M.) und Justin Wolf (r.)

2012
- Deutscher Meister – Mannschaftsverfolgung (mit Michel Koch, Henning Bommel und Yuriy Vasyliv)

2014
- Bahn-Europameisterschaften – Mannschaftsverfolgung (mit Henning Bommel, Theo Reinhardt, Leon Rohde und Nils Schomber)
- Bahn-Europameisterschaften – Einerverfolgung
- Deutscher Meister – Mannschaftsverfolgung (mit Theo Reinhardt, Henning Bommel und Nils Schomber)

2015
- Bahnrad-Weltcup in Cali – Zweier-Mannschaftsfahren (mit Leon Rohde)
- Deutscher Meister – Mannschaftszeitfahren

2017
 Deutscher Meister – Mannschaftsverfolgung (mit Lucas Liß, Theo Reinhardt und Domenic Weinstein), Zweier-Mannschaftsfahren (mit Theo Reinhardt)

### Straße
2015
- eine Etappe Dookoła Mazowsza